# Porxo al carrer Portal
El Porxo al carrer Portal és una obra de Riba-roja d'Ebre (Ribera d'Ebre) inclosa a l'Inventari del Patrimoni Arquitectònic de Catalunya.

## Descripció
Situat entre el carrer de la Palla i el carrer Portal. Porxo construït a la planta baixa d'un edifici entre mitgeres de quatre nivells d'alçat. S'obre amb un arc carpanell amb rajols a plec de llibre, que descansa sobre impostes marcades als carreus que defineixen la planta baixa. Queda sostingut per un embigat de fusta. Al costat de l'arc s'hi obre un portal datat del "1877".